# José Lázaro Robles
José Lázaro Robles, detto Pinga (San Paolo, 11 febbraio 1924 – Campinas, 8 maggio 1996), è stato un calciatore brasiliano, di ruolo attaccante. Si classifica tra i migliori marcatori di due società brasiliane, il Vasco da Gama e la Portuguesa (rispettivamente 250 e 202 gol totali).

## Caratteristiche tecniche
Giocava dapprima come centrocampista, sulla fascia sinistra, ma quando si trasferì al Vasco venne avanzato alla posizione di ala sinistra. Aveva tra i suoi punti di forti la precisione nel tiro, effettuato solitamente con il piede sinistro.

## Carriera

### Club
Pinga debuttò con la maglia della Portuguesa il 16 marzo 1944, nella sconfitta per 2-0 contro la Juventus-SP. Suo fratello maggiore Arnaldo Robles giocava proprio per questo club, e anni più tardi si trasferì alla Portuguesa, creando così una coppia d'attacco "familiare"; furono i primi due fratelli a giocare per la Portuguesa.
L'unico titolo vinto da Pinga con la società di San Paolo fu il Torneio Rio-São Paulo 1952, di cui fu anche capocannoniere con undici reti; due anni prima aveva primeggiato anche nella classifica marcatori del Campionato Paulista, andando a segno ventidue volte. All'inizio del 1953 fu venduto al Vasco da Gama, dove venne spostato in un ruolo più offensivo, segnando molto (più di cento reti nel solo Campionato Carioca) e vincendo due titoli statali (1956 e 1958) e un Torneio Rio-São Paulo (1958).
Negli anni 1960 iniziò per lui il declino (nel 1961 segnò una sola rete, nel Rio–São Paulo); decise pertanto di chiudere la carriera al Clube Atlético Juventus, con cui si ritirò nel 1963.

### Nazionale
Ha giocato diciannove partite con il Brasile, venendo selezionato per il mondiale di Svizzera 1954; venne convocato per la prima volta nel 1949. Disputò in seguito la Taça Oswaldo Cruz contro la Nazionale di calcio del Paraguay, segnando tre dei complessivi cinque gol della sua Nazionale Nonostante Flávio Costa avesse scelto molti dei giocatori presenti in quel torneo per la selezione per i mondiali di Brasile 1950, Pinga non fu tra questi.
Fu però inserito nella lista per il campionato del mondo 1954, in cui debuttò segnando due reti contro il Messico; giocò nella partita successiva, ma venne successivamente sostituito da Humberto; non giocò più in Nazionale dopo l'esperienza mondiale.

## Palmarès

### Giocatore

#### Club

##### Competizioni nazionali
- Torneo Rio-San Paolo: 2

Portuguesa: 1952
Vasco da Gama: 1958
- Campionato Carioca: 2

Vasco da Gama: 1956, 1958

##### Competizioni internazionali
- Torneio Octogonal Rivadavia Corrêa Meyer: 1

Vasco da Gama: 1953

#### Nazionale
- Coppa Oswaldo Cruz: 2

1950, 1952
- Campionato Panamericano: 1

1952

#### Individuale
- Capocannoniere del Campionato Paulista: 1

1950 (22 gol)
- Capocannoniere del Torneio Rio-São Paulo: 1

1952 (11 gol)
- Capocannoniere del Torneio Octogonal Rivadavia Corrêa Meyer: 1

1953  (6 gol)